# Alzon
Alzon település Franciaországban, Gard megyében. Lakosainak száma 184 fő (2022. január 1.). Alzon Sauclières, Arrigas, Blandas, Campestre-et-Luc és Dourbies községekkel határos.

## Népesség
A település népességének változása:
| Lakosok száma | 280  | 201  | 183  | 220  | 196  | 186  | 177  | 172  | 173  | 184  |
|               | 1968 | 1982 | 1990 | 2006 | 2013 | 2015 | 2017 | 2019 | 2020 | 2022 |